# Григорис (святой)
Святой Григорис (арм. Սուրբ Գրիգորիս) или Григорис Албанский — святой Армянской Апостольской Церкви, сын армянского католикоса св. Вртанеса и внук св. Григория Просветителя, первый епископ Албании Кавказской.

## Общие сведения
Св. Григорис родился в Кесарии Каппадокийской (совр. Кайсери, Турция) и был в раннем возрасте рукоположён во епископы своим дядей, св. Аристакесом (по другой версии — дедом, св. Григорием Просветителем). В начале IV века он распространял христианство в двух близких к Армении странах на Кавказе — в Грузии и в Албании (Алуании). Служение там и привело его к мученической гибели. По приказу языческого царя прикаспийских областей (традиция Мовсеса Хоренаци называет его Санатруком, правителем Пайтакарана; по Фавстосу Бузанду это был царь Маскута, по имени Санесан) св. Григориса схватили, привязали к лошади и волокли по прибрежным камням, пока он не умер. Хоренаци и Бузанд сообщают, что Григорис принял мученическую смерть на поле, именуемом Ватнеан, на берегу Каспийского моря. Его ученики перевезли тело святого в монастырь Амарас, построенный по указанию св. Григория Просветителя, и похоронили его там.

## Место захоронения св. Григориса

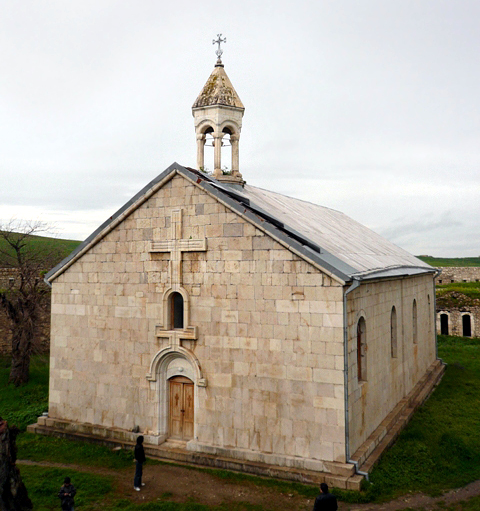
Монастырь Амарас, предполагаемое место захоронения св. Григориса

Во избежание надругательства со стороны язычников, точное место захоронения не было отмечено, и оно со временем забылось. В Амарасе, где по легенде захоронен св. Григорис, имелась надпись: «здесь захоронен святой Григорис, Католикос Алуанка, внук Григория Просветителя, что он был предан мученической смерти в лето 348 года в Дербенте царем маскутов Санесаном, а святые мощи его были привезены в Амарас его питомцами — диаконами из Арцаха». Мощи святого были обретены в Амарасе в 489 году алуанским царем Вачаганом III Благочестивым из династии Аршакидов.
В 1992 году в ходе Карабахской войны монастырь Амарас был захвачен азербайджанскими войсками, и гробница св. Григориса была разрушена. В настоящее время в этом монастыре ведутся восстановительные работы.

## Место гибели св. Григориса

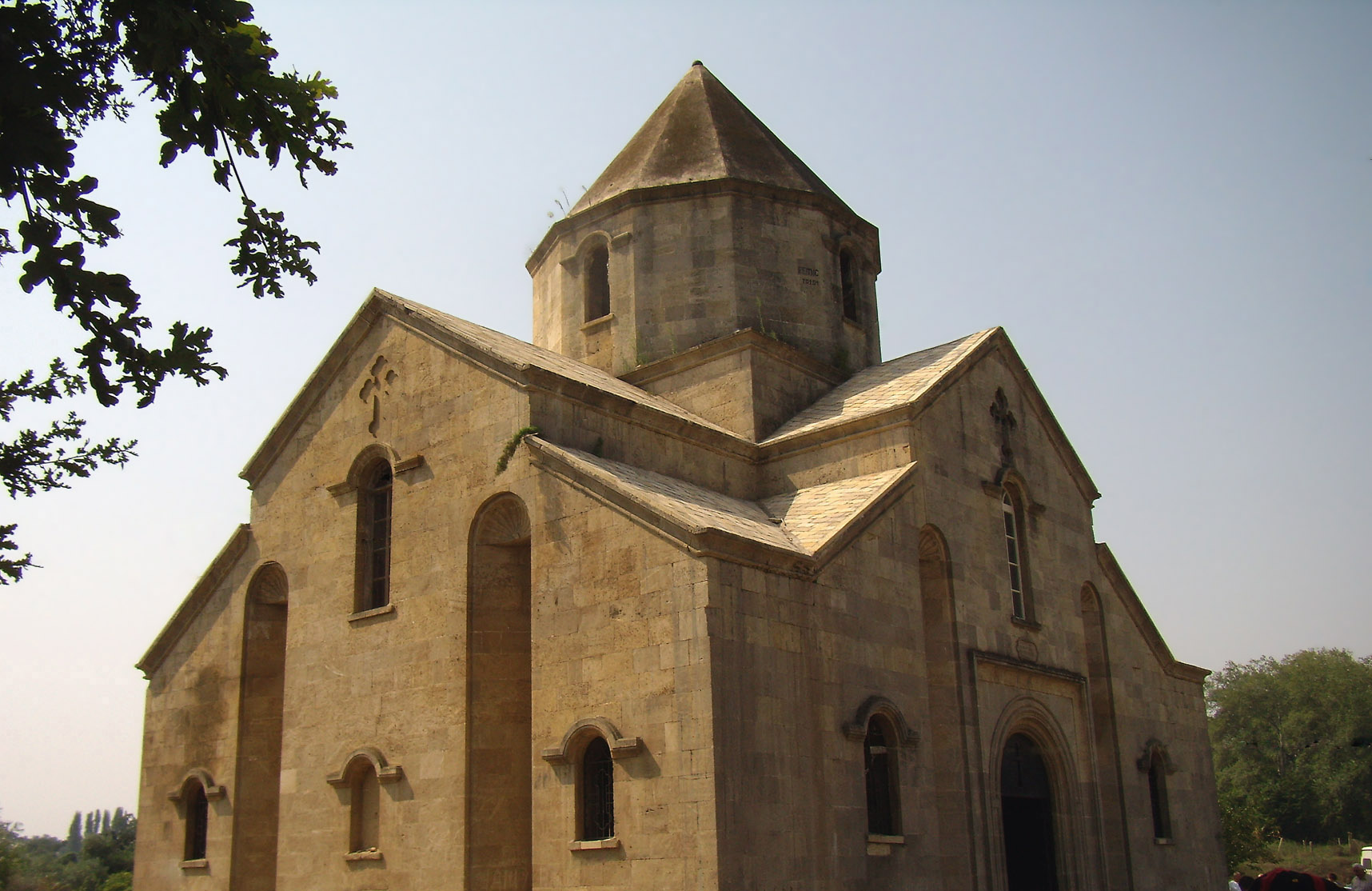
Церковь св. Григориса в Нюгди, Дагестан, Россия

Историки склоняются к мнению, что место мученической гибели св. Григориса, которая датируется 30—40-ми годами IV века, находится на территории современной Республики Дагестан, южнее Дербента и Белиджи, у села Нюгди (Молла-халил). На этом месте была воздвигнута часовня, точная дата постройки которой неизвестна. Известный в своё время публицист и исследователь истории и быта народов Дагестана Ростом-бек Ерзинкян осенью 1857 года, будучи офицером российской армии, посетил часовню святого Григориса у села Молла-Халил (совр. с.Нюгди). Об этом он написал в статье «Гора Абасова и часовня святого Григориса», опубликованной в 1859 году в выходившей в Тифлисе армянской газете «Мегу Айастани». Дагестанский историк-краевед Евгений Козубский в «Истории Дербента» 1906 года пишет, что Григорис был убит на Ватнианской (Ватнийской) равнине, «которая, по преданию, находилась в 30-ти верстах к югу от Дербента, близ села Молла-Халил, где стоит часовня во имя Григориса». Дербентские армяне, по свидетельству Козубского, раз в год ходят на поклонение к часовне Григориса, он пишет, что и «мусульмане чтут это место за святыню». По данным современного исследователя истории религии в Дагестане К. М. Ханбабаева (1956—2011), место гибели св. Григориса «локализуется недалеко от Дербента (вблизи современного поселка Белиджи Дербентского района)<…>здесь была сооружена часовня для многочисленных паломников».
Возведённая на предполагаемом месте гибели св. Григориса часовня была заменена на церковь, о чём свидетельствует надпись на армянском языке над входом: «Храм построен на месте мученичества св. Григориса, внука отца нашего Григория Просветителя, отреставрирован на средства родных братьев Ванецянц, Григора и Лазаря Петросовичей, в год Господень 1916». Каменные стены стоят до сих пор, однако внутреннее убранство храма не сохранилось. В советский период церковь была признана памятником истории, однако внутри церкви многие десятилетия государственного атеизма царило запустение. В то же время жители села Нюгди не разрушили памятник, наоборот, они почитали его.
Последние несколько лет работы по восстановлению святыни возглавил председатель дагестанского регионального отделения «Союза армян России» и лидер армянской общины Дербента Виктор Данилян при поддержке местных властей и группы единомышленников. Были укреплены стены, крыша и купол церкви, восстановлены двери и окна. Завершаются внутренние отделочные работы.
Возродилась традиция, по которой армянская община Дербента и армянские семьи из других местностей Дагестана, юга России и зарубежья ежегодно приезжают к церкви поклониться св. Григорису в предпоследнее воскресенье августа (в советское время поклониться святому приходили лишь отдельные семьи дербентских армян). Участие в этом поклонении принимают духовные представители Епархии Юга России Армянской Апостольской Церкви.
В 2008 году был снят документальный фильм «Дорога к храму» (Дагестанское телевидение, авторы: Карен Арзуманов и Гуллер Камилова), посвящённый истории св. Григориса и возрождению его церкви у села Нюгди в контексте истории армянского этноса в Дагестане.
В 2010 году в газете «Ноев ковчег» была опубликована обзорная статья «Храм у истоков нашей веры», в которой рассказывается об истории св. Григориса и его церкви в Дагестане.

## Легенды и версии
- Настоятель церкви Сурб Карапет (г. Ростов-на-Дону) прот. Тадеос Авагян 36 лет хранил у себя два древнейших Евангелия на армянском языке, изданных в Венеции в 1661 году. В 1975 году Евангелия ему передала на хранение неизвестная женщина. В камне, инкрустированном в обложку одного из них, по легенде находятся мощи святого Григориса — внука св. Григория Просветителя. В 2011 году о. Тадеосу было видение, в котором ему явился св. Григорис и указал, что пришло время вернуть книги. Тогда он привёз святые книги в Эчмиадзин и передал их Святейшему Католикосу Гарегину Второму как подарок в дни празднования его рождения и интронизации[18].
- Согласно версии, распространяемой в псевдонаучных[19] сочинениях Мурада Аджиева, могила св. Григориса находится в Дагестане в селении Джалган. Сам же Григорис в этой версии отождествляется с Георгием Победоносцем[20].